# Ектор Кастро
Ектор Кастро (на испански: Héctor Castro) е уругвайски футболист, нападател и треньор.

## Кариера
На 13-годишна възраст Ектор Кастро получава нараняване с електрически трион, което води до загубата на дясната му китка, поради което той е наричан с прякора „Ел Манко“ (еднорък).
Олимпийски шампион е през 1928 г., Световен шампион през 1930 г. (единственият световен шампион в историята на футбола без китка). Ектор Кастро вкарва първия гол за националния отбор на Уругвай на световно първенство. Двукратен шампион на Южна Америка. Като играч спечелва 3 шампионата на Уругвай.
Играе за Насионал Монтевидео от 1924 до 1936 г. (с отсъствие от един сезон). Преминава още в аржентинския Естудиантес.
След края на кариерата си става треньор. Под негово ръководство Насионал печели националния шампионат цели 5 пъти, а през 1939 г., Кастро е помощник-треньор, когато Насионал също става шампион.

## Отличия

### Отборни
Насионал Монтевидео
- Примера дивисион де Уругвай: 1924, 1933, 1934

### Международни
Уругвай
- Световно първенство по футбол: 1930
- Олимпийски игри златен медал: 1928
- Копа Америка: 1926, 1935

### Треньор
Насионал Монтевидео
- Примера дивисион де Уругвай: 1940, 1941, 1942, 1943, 1952